# قرار مجلس الأمن التابع للأمم المتحدة رقم 509
قرار مجلس الأمن التابع للأمم المتحدة رقم 509، المتخذ بالإجماع في 6 حزيران (يونيو) 1982، بعد التذكير بالقرارات السابقة حول الموضوع بما في ذلك القرارات 425 (1978) و508 (1982)، أعرب المجلس عن قلقه وطالب إسرائيل بسحب جميع قواتها العسكرية من لبنان وإعادتها دون قيد أو شرط إلى الحدود المعترف بها دوليًا.
وطالب القرار جميع الأطراف بالالتزام بوقف إطلاق النار في القرار 508 وإبلاغ الأمين العام بقبول وقف إطلاق النار في غضون 24 ساعة.